# Себауи, Ильяс
Ильяс Себауи (араб. إلياس سباوي‎; род. 4 октября 2001, Антверпен, Фламандский регион) — марокканский футболист, атакующий полузащитник бельгийского клуба «Сент-Трюйден».

## Клубная карьера
Себауи — воспитанник клубов «Васланд-Беверен» и «Беерсхот». 18 декабря 2021 года в матче против «Остенде» он дебютировал в Жюпиле лиге в составе последнего. 29 января 2022 года в поединке против «Зюлте-Варегем» Ильяс забил свой первый гол за «Беерсхот». По итогам сезона клуб вылетел в Челленджер Про Лига, но игрок остался в клубе.
В 2023 году Себауи перешёл в нидерландский «Фейеноорд» и сразу же был отдан в аренду в «Дордрехт». 11 августа в матче против НАК Бреда он дебютировал в Эрстедивизи. 18 сентября в поединке против ТОП Осс Ильяс забил свой первый гол за «Дордрехт». По окончании аренды игрок вернулся в «Фейеноорд» и продлил контракт до середины 2026 года.
23 июля 2024 года перешёл на правах аренды в «Херенвен». 11 августа дебютировал за клуб в гостевом матче Эредивизи против «Аякса».